# Municipio G
Das Municipio G ist eine Verwaltungseinheit innerhalb der uruguayischen Hauptstadt Montevideo.

## Lage und Zusammensetzung
Das Municipio G erstreckt sich auf den Nordwestteil des Departamentos Montevideo. Es besteht aus den Barrios Lezica - Melilla, Colón Sureste, Abayubá, Peñarol, Lavalleja, Paso de las Duranas, Belvedere, Nuevo París, Sayago, Conciliación, Barrio Ferrocarril und Colón Centro y Noroeste.

## Verwaltung
Alcalde des Municipios G ist im Jahr 2014 Gastón Silva.